# زي دوكا
زي دوكا بلدية في ولاية مارانهاو في المنطقة الشمالية الشرقية من البرازيل.